# Antun Banek
Antun Banek (27 de abril de 1901 - 18 de março de 1987) foi um ciclista iugoslavo. Competiu na prova individual e por equipes do ciclismo de estrada nos Jogos Olímpicos de 1928, disputadas na cidade de Amsterdã, Países Baixos.